# Proňa (přítok Oky)
Proňa (rusky Проня) je řeka v Rjazaňské a v Tulské oblasti v Rusku. Je 336 km dlouhá. Povodí má rozlohu 10 200 km².

## Průběh toku
Pramení na severovýchodních svazích Středoruské vysočiny. Ústí zleva do Oky (povodí Volhy).

## Vodní režim
Zdrojem vody jsou převážně sněhové srážky. Průměrný průtok vody v ústí činí přibližně 50 m³/s. Zamrzá na konci října a rozmrzá v dubnu. Na jaře dosahuje nejvyšších stavů, zatímco v létě a na podzim je hladina nižší.

## Využití
Po řece se plaví dřevo. Na dolním toku je možná vodní doprava. Na řece leží město Michajlov.